# آستون مارتن فالكيري
آستون مارتن فالكيري هي سيارة رياضية محدودة من صناعة شركة آستون مارتن، يدعي مصنعوها بأنها أسرع سيارة قانونية تسير في الشوارع في العالم.